# Lasius reginae
Lasius reginae är en myrart som beskrevs av Frederik Faber 1967. Lasius reginae ingår i släktet Lasius och familjen myror. IUCN kategoriserar arten globalt som sårbar. Inga underarter finns listade i Catalogue of Life.